# 22633 Фазіо
22633 Фазіо  (22633 Fazio) — астероїд головного поясу, відкритий 22 травня 1998 року.
Тіссеранів параметр щодо Юпітера — 3,499.